# Juhan Liiv
Juhan Liiv   (Alatskivi, 30 d'abril de 1864 - Koosa, 1 de desembre de 1913) és un dels poetes i prosistes més famosos d’Estònia.

## Biografia
Juhan (nom de naixement Johannes) Liiv, fill de Benjamin i Marianna Liiv (nascuda Pärn), va néixer el 30 d'abril de 1864, a la parròquia d'Alatskivi (ara Parròquia de Peipsiääre), al Kreis Dorpat de la Governació de Livònia. Va créixer al poble de Rupsi, a la granja Oja propietat de la seva família.
Liiv va créixer en una família pobra i devotament religiosa i va ser el segon més jove de vuit fills; tres dels quals van morir en la infància, incloses les seves dues úniques germanes Liisa i Miina. El seu germà gran Jakob també es va convertir en poeta. A casa, ell i els seus germans van ser criats per ser cristians acèrrims i els seus pares van recriminar ràpidament qualsevol petita transgressió. Malgrat la seva pobresa i religió, els pares de Liiv van entendre la importància de l'educació i van invertir els pocs diners que tenien en l'escolarització dels seus fills. Primer va estudiar a l'escola del poble de Naelavere, després a l'escola parroquial de Kodavere. Després de passar per les dues escoles, els seus pares el van enviar a Dorpat (l'actual Tartu) per estudiar al gimnàs Hugo Treffner, el 1886, però no va poder adaptar-se a l'escola i va marxar després de sis mesos.
Liiv va passar la major part de la seva infància sol, aïllat d'altres nens de la seva edat, a causa, en part, de malalties infantils cròniques. La malaltia va obligar Liiv a deixar l'escola i tornar a casa, on va escriure poesia i columnes ocasionals per al diari Olevik. La seva poesia contrastava clarament amb la dels seus contemporanis i, per tant, fou ignorada en gran manera.

## Contes curts
Liiv finalment va aconseguir l'èxit el 1894 quan es va publicar el seu primer conte, Vari (L'ombra). Era fosc i ombrívol, presagiant les seves futures obres tant de prosa com de poesia. Molts lectors fan una comparació entre Liiv i el personatge principal de la història, Villu, que és físicament dèbil però fort de ment.
Liiv va continuar escrivint diverses històries curtes més, però cap és tan famosa com Vari.

## Malaltia mental
Poc després que Vari fos editat, Liiv va entrar en una clínica psiquiàtrica de Tartu. Liiv va ser diagnosticat amb esquizofrènia. Va pensar de manera variable que era fill de l'emperador Alexandre II, el rei de Polònia i la poeta estoniana Lydia Koidula. Les seves lluites amb la malaltia mental van continuar fins a la seva mort.

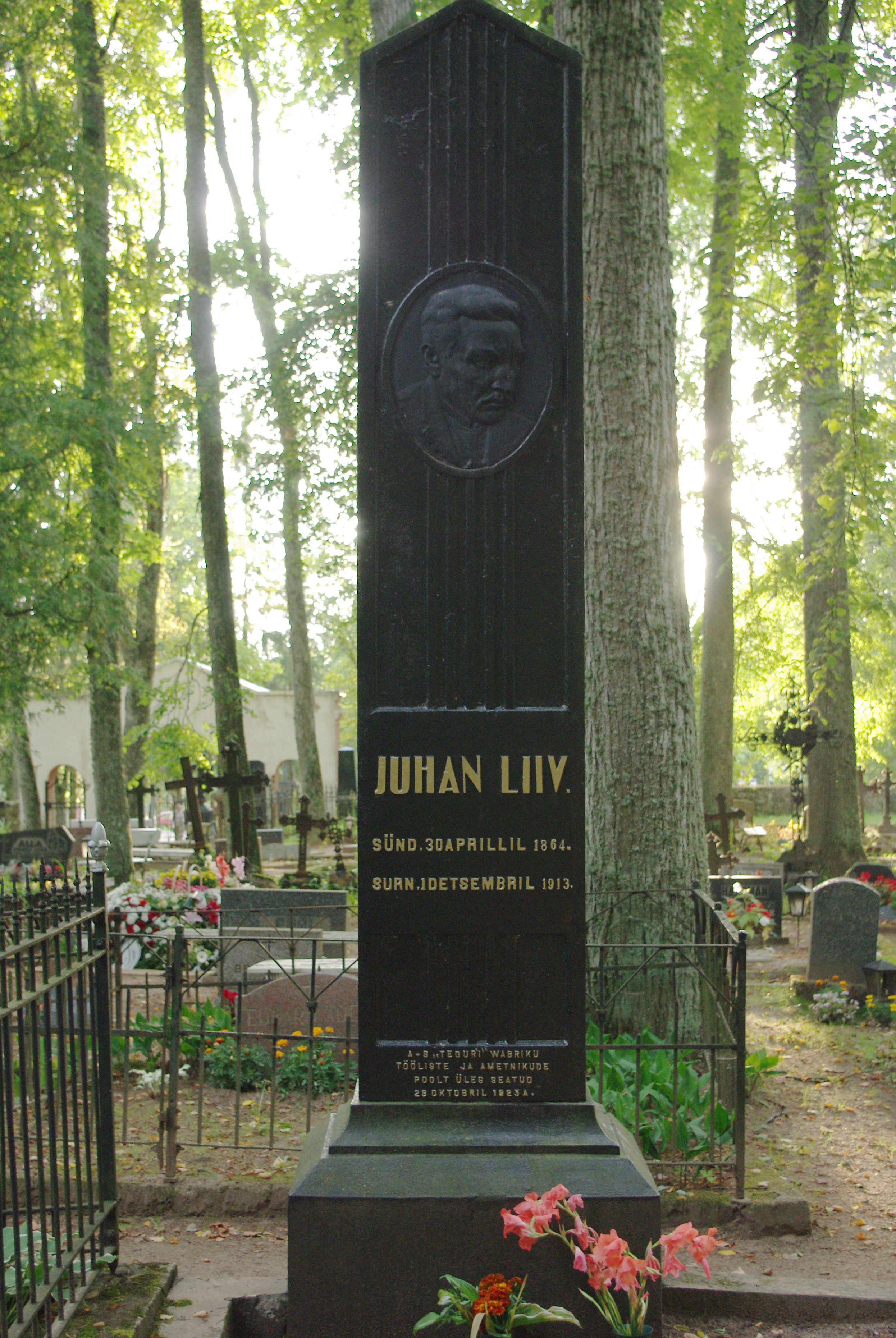
Tomba de Juhan Liiv al cementiri d’Alatskivi.

## Poesia
El 1909, Friedebert Tuglas es va reunir amb Liiv. A finals d'aquell any es va publicar un llibre que conté 495 poemes de Liiv.
Molts dels poemes de Liiv estan dominats per una sensació de tristesa, probablement provocada per les seves malalties mentals, la pobresa i la manca d’amistats humanes. Els pocs poemes amb un to menys nefast descriuen la natura i l'adoració de Liiv pel seu país.
Els seus poemes inclouen:
- La Destral i el Bosc

- Qui no recorda el passat (viu sense el futur)

- Als Poetes

- Ahir vaig veure Estònia

- Vine ara, foscor de la nit

- Fred

- Floquet de neu

## Mort
A finals de 1913, Liiv va ser trobat a bord d'un tren sense bitllet perquè no podia pagar-ne un. Va ser llençat a una zona deserta i va marxar cap a casa. Quan va arribar, però, feia dues setmanes que tenia res de congelació i havia contret un cas mortal de pneumònia. Va morir l'1 de desembre de 1913.

## Premi Juhan Liiv de poesia
El Premi Juhan Liiv de poesia es va fundar l'any 1965. L'atorga la parròquia d’Alatskivi el 30 d'abril de cada any. El premi és una bossa de pastor de pell feta a mà per un artista local.